# Ninja Cheerleaders
Ninja Cheerleaders es una película de comedia de 2008 escrita y dirigida por David Presley.

## Argumento
Tres porristas universitarias (y bailarinas go-go después de la escuela) usan sus habilidades en artes marciales para salvar a su sensei de los secuestradores de la mafia, pero deben mantener sus actividades extracurriculares en secreto para hacer realidad sus sueños de la Ivy League en Brown.

## Reparto
- George Takei como Hiroshi.
- Trishelle Cannatella como Courtney.
- Ginny Weirick como April.
- Maitland McConnell como Monica.
- Michael Paré como Victor Lazzaro.
- Larry Poindexter como Detective Harris.
- Natasha Chang como Kinji.
- Omar J. Dorsey como Manny.
- Richard Davalos como Don Lazzaro.
- Louise Stratten como Madre de Monica.

## Producción
El rodaje fue alrededor de Los Ángeles, California y Nueva York.

## Recepción
En 2011, UGO Networks incluyó la película en su lista de 25 Hot Ninja Girls, calificándola de "solo una excusa para que las mujeres calientes practiquen artes marciales".
- Datos: Q3109069